# 911 Operator
『911 Operator』（ナインワンワンオペレーター）とは、緊急通報受理台と通信指令室を題材にした、シミュレーション・ストラテジーゲーム。開発はJutsu Games、発売はPlayWay S.A.。2017年2月24日に発売された。プレイヤーは911オペレーターとなり、日々発生する事件や事故、災害に対処していく。

## 概要
緊急通報受理台と、通信指令室を題材にしたゲーム。プレイヤーは通報を受け、限られた情報の中、部隊を現場に派遣する。時には派遣せずに通話だけで解決することが出来る。プレイは実在の街の地図を使って行う事ができ、世界中の街でプレイすることができる。

## ゲームモード
キャリア
いわゆるキャンペーンモード。予め収録されているマップを使い業務を行う。テロや暴動といったランダムイベントも存在する。
フリープレイモード
好きな街でプレイできるモード。各地の地図データをダウンロードでき、世界中の街を選んで遊ぶことが出来る。

## 一日の流れ
部隊編成
警察・消防・救急車両の購入の他、部隊の編成、スタッフ・装備の購入ができる。また、武器や救急セットなどの装備をスタッフ一名につき最大二個所持できる。
配置
各車両を地図内に配置する
通報
緊急報告されるレポートやかかってくる緊急ラインを受ける。緊急ラインは実際の緊急電話を元に作成されており、会話から適切な選択肢を選んで会話していく。
部隊の派遣
通話の場合は通報内容からどの部隊を送るか判断し、現場へ送る。
統計
一日が終わると、一日の全事件のまとめ、スタッフの昇格・負傷、ファイナンスなどが分かる。